# Эллис, Джастин
Джастин Джамал Эллис (англ. Justin Jamaal Ellis, 27 декабря 1990, Монро, Луизиана) — профессиональный американский футболист, выступающий на позиции дефенсив тэкла в клубе НФЛ «Балтимор Рэйвенс». На студенческом уровне играл за команду Луизианского технологического университета. На драфте НФЛ 2014 года был выбран в четвёртом раунде.

## Биография

### Любительская карьера
Джастин Эллис родился 27 декабря 1990 года в Монро, Луизиана. Он окончил старшую школу Невилл. Во время учёбы играл за школьную футбольную команду, в выпускном классе был включён в символическую сборную штата. Также он занимался лёгкой атлетикой, занимал третье место в чемпионате штата по толканию ядра.
В 2009 году Эллис поступил в Луизианский технологический университет. Выступления за студенческую футбольную команду он начал в сезоне 2010 года, когда провёл четыре игры, записав на свой счёт четыре захвата, 0,5 сэка и один подобранный фамбл. С 2011 по 2013 год Джастин был игроком основного состава команды. Всего за четыре года выступлений в составе «Луизиана Тек Булдогс» Эллис сыграл в 38 матчах, сделал 102 захвата и 2,5 сэка. 

#### Статистика выступлений в NCAA
| Сезон | Команда              | Игры | Захваты | Захваты | Захваты | Захваты | Захваты | Перехваты | Перехваты | Перехваты | Перехваты | Перехваты | Фамблы | Фамблы | Фамблы | Фамблы |
| Сезон | Команда              | Игры | Solo    | Ast     | Tot     | Loss    | Sk      | Int       | Yds       | Y/R       | TD        | PD        | FR     | Yds    | TD     | FF     |
| ----- | -------------------- | ---- | ------- | ------- | ------- | ------- | ------- | --------- | --------- | --------- | --------- | --------- | ------ | ------ | ------ | ------ |
| 2010  | Луизиана Тек Булдогс | 4    | 2       | 2       | 4       | 0,5     | 0       | 0         | 0         | 0,0       | 0         | 0         | 1      | 0      | 0      | 0      |
| 2011  | Луизиана Тек Булдогс | 13   | 11      | 18      | 29      | 3,5     | 1       | 0         | 0         | 0,0       | 0         | 1         | 1      | 0      | 0      | 0      |
| 2012  | Луизиана Тек Булдогс | 9    | 9       | 12      | 21      | 0       | 0       | 0         | 0         | 0,0       | 0         | 1         | 0      | 0      | 0      | 2      |
| 2013  | Луизиана Тек Булдогс | 12   | 16      | 34      | 48      | 5,5     | 1,5     | 0         | 0         | 0,0       | 0         | 1         | 0      | 0      | 0      | 0      |
| Всего | Всего                | 38   | 38      | 64      | 102     | 9,5     | 2,5     | 0         | 0         | 0,0       | 0         | 3         | 2      | 0      | 0      | 2      |

### Профессиональная карьера
В 2014 году Эллис выставил свою кандидатуру на драфт НФЛ. Ему прогнозировали выбор в четвёртом или пятом раунде, выделяя его физическую силу. В то же время игрок считался недостаточно подвижным для пас-рашера. Из-за наличия лишнего веса он также испытывал проблемы с ногами.
На драфте он был выбран в четвёртом раунде клубом «Окленд Рэйдерс». В первые три года в составе команды Эллис сыграл в 60 матчах и сделал 112 захватов. Тренерский штаб клуба использовал его на позиции ноуз тэкла, большей частью при выносных розыгрышах соперника. В марте 2018 года он продлил контракт с клубом на три года, сумма соглашения превысила 15 млн долларов. В первом же матче сезона 2018 года Эллис получил травму ноги, из-за которой пропустил десять игр. Во время предсезонных сборов в 2019 году он травмировал колено, после чего был выведен из основного состава «Рэйдерс», а позже был отчислен. В ноябре Эллис подписал контракт с «Балтимором».
В регулярном чемпионате 2020 года Эллис сыграл тринадцать матчей, три из них в стартовом составе, сделал семнадцать захватов. Он также принял участие в матче уайлд-кард-раунда плей-офф против «Теннесси Тайтенс». В марте 2021 года он подписал с «Рэйвенс» новый годичный контракт на общую сумму 1,2 млн долларов.

#### Статистика выступлений в НФЛ

##### Регулярный чемпионат
| Сезон | Команда          | Игры | Захваты | Захваты | Захваты | Захваты | Захваты | Перехваты | Перехваты | Перехваты | Перехваты | Перехваты | Фамблы | Фамблы | Фамблы | Фамблы |
| Сезон | Команда          | Игры | Solo    | Ast     | Tot     | Loss    | Sk      | Int       | Yds       | Y/R       | TD        | PD        | FR     | Yds    | TD     | FF     |
| ----- | ---------------- | ---- | ------- | ------- | ------- | ------- | ------- | --------- | --------- | --------- | --------- | --------- | ------ | ------ | ------ | ------ |
| 2014  | Окленд Рэйдерс   | 16   | 16      | 5       | 21      | 1       | 0       | 0         | 0         | 0,0       | 0         | 1         | 0      | 0      | 0      | 0      |
| 2015  | Окленд Рэйдерс   | 12   | 19      | 3       | 22      | 2       | 0       | 0         | 0         | 0,0       | 0         | 1         | 0      | 0      | 0      | 0      |
| 2016  | Окленд Рэйдерс   | 16   | 15      | 6       | 21      | 1       | 0       | 0         | 0         | 0,0       | 0         | 0         | 0      | 0      | 0      | 0      |
| 2017  | Окленд Рэйдерс   | 16   | 27      | 21      | 48      | 1       | 0,5     | 0         | 0         | 0,0       | 0         | 0         | 0      | 0      | 0      | 0      |
| 2018  | Окленд Рэйдерс   | 6    | 3       | 4       | 7       | 1       | 0       | 0         | 0         | 0,0       | 0         | 0         | 0      | 0      | 0      | 0      |
| 2019  | Балтимор Рэйвенс | 4    | 2       | 4       | 6       | 0       | 0       | 0         | 0         | 0,0       | 0         | 0         | 0      | 0      | 0      | 0      |
| 2020  | Балтимор Рэйвенс | 13   | 6       | 11      | 17      | 0       | 0       | 0         | 0         | 0,0       | 0         | 1         | 0      | 0      | 0      | 0      |
| Всего | Всего            | 83   | 88      | 54      | 142     | 6       | 0,5     | 0         | 0         | 0,0       | 0         | 3         | 0      | 0      | 0      | 0      |

##### Плей-офф
| Сезон | Команда          | Игры | Захваты | Захваты | Захваты | Захваты | Захваты | Перехваты | Перехваты | Перехваты | Перехваты | Перехваты | Фамблы | Фамблы | Фамблы | Фамблы |
| Сезон | Команда          | Игры | Solo    | Ast     | Tot     | Loss    | Sk      | Int       | Yds       | Y/R       | TD        | PD        | FR     | Yds    | TD     | FF     |
| ----- | ---------------- | ---- | ------- | ------- | ------- | ------- | ------- | --------- | --------- | --------- | --------- | --------- | ------ | ------ | ------ | ------ |
| 2016  | Окленд Рэйдерс   | 1    | 0       | 2       | 2       | 0       | 0       | 0         | 0         | 0,0       | 0         | 0         | 0      | 0      | 0      | 0      |
| 2019  | Балтимор Рэйвенс | 1    | 1       | 0       | 1       | 0       | 0       | 0         | 0         | 0,0       | 0         | 0         | 0      | 0      | 0      | 0      |
| 2020  | Балтимор Рэйвенс | 1    | 1       | 0       | 1       | 0       | 0       | 0         | 0         | 0,0       | 0         | 0         | 0      | 0      | 0      | 0      |
| Всего | Всего            | 3    | 2       | 2       | 4       | 0       | 0,0     | 0         | 0         | 0,0       | 0         | 0         | 0      | 0      | 0      | 0      |